# Ferdinand Marcos Jr.
Ferdinand Romualdez Marcos Jr., znany także jako: Bongbong Marcos (ur. 13 września 1957 w San Juan) – filipiński polityk, gubernator prowincji Ilocos Norte (1983–1986; 1998–2007), członek Izby Reprezentantów (1992–1995; 2007–2010), senator w latach 2010–2016. Prezydent Filipin od 30 czerwca 2022.

## Życiorys
Jest jedynym synem byłego prezydenta i dyktatora Filipin Ferdinanda Marcosa i Imeldy Romualdez.
Marcos początkowo uczył się w szkołach w Quezon City i Mandaluyong. W 1970 roku Marcos został wysłany do Anglii, gdzie mieszkał i uczył się w Worth School, katolickiej prywatnej szkole dla chłopców prowadzonej przez benedyktynów w West Sussex. Następnie kształcił się w latach 1974–1978 na Uniwersytecie Oksfordzkim. Od 1979 do 1981 studiował w Wharton School of Business na Uniwersytecie Pennsylwanii, gdzie uzyskał tytuł Master of Business Administration.
Pierwszą formalną rolą Marcosa w  filipińskiej polityce był wybór na wicegubernatora Ilocos Norte w 1980. 23 marca 1983 roku został mianowany gubernatorem prowincji, zastępując swoją ciotkę Elizabeth Marcos-Keon, która zrezygnowała ze stanowiska z powodów zdrowotnych. Na początku 1985 roku został mianowany przez swojego ojca prezesem zarządu koncernu telekomunikacyjnego Philippine Communications Satellite Corporation (PHILCOMSAT).
W 1986 po obaleniu Ferdinanda Marcosa wskutek tzw. żóltej rewolucji, rodzina Marcosów uzyskała azyl na Hawajach, gdzie zamieszkali w rezydencji w Makiki Heights w Honolulu. Bongbong Marcos powrócili na Filipiny w 1991.
W wyborach 1992 roku został wybrany do Izby Reprezentantów z okręgu Ilocos Norte. W 1998 roku ponownie wrócił na stanowisko gubernatora Ilocos Norte. Pełnił tę funkcję przez trzy kolejne kadencje do 2007 roku. W 2007 roku został ponownie wybrany do Izby Reprezentantów i objął funkcję zastępcy lidera mniejszości parlamentarnej. W 2010 i 2013 roku wybierany do Senatu Filipin.
Bezskutecznie kandydował na wiceprezydenta Filipin w wyborach powszechnych w 2016 roku. Zwyciężył w wyborach prezydenckich w 2022 roku, zdobywając  58,77% oddanych głosów. 30 czerwca 2022 w Muzeum Narodowym Filipin złożył przysięgę jako 17. prezydent Filipin.

## Życie prywatne
Marcos jest od 1993 żonaty z prawniczką Louise Aranetą. Mają trzech synów: Sandro (ur. 1994), Josepha (ur. 1995) i Williama (ur. 1997).